# Gmina związkowa Wöllstein
Gmina związkowa Wöllstein (niem. Verbandsgemeinde Wöllstein) – gmina związkowa w Niemczech, w kraju związkowym Nadrenia-Palatynat, w powiecie Alzey-Worms. Siedziba gminy związkowej znajduje się w miejscowości Wöllstein.

## Podział administracyjny
Gmina związkowa zrzesza osiem gmin wiejskich:
1. Eckelsheim
2. Gau-Bickelheim
3. Gumbsheim
4. Siefersheim
5. Stein-Bockenheim
6. Wendelsheim
7. Wöllstein
8. Wonsheim